# アルケンモノオキシゲナーゼ
アルケンモノオキシゲナーゼ（alkene monooxygenase）は、次の化学反応を触媒する酸化還元酵素である。
プロペン + NADH + H+ + O2 {\displaystyle \rightleftharpoons } 1,2-エポキシプロパン + NAD+ + H2O
この酵素の基質はプロペンとNADH、H+およびO2で、生成物は1,2-エポキシプロパンとNAD+、H2Oである。
組織名はalkene,NADH:oxygen oxidoreductaseで、別名にalkene epoxygenaseがある。